# Степфордски съпруги
„Степфордски съпруги“ (на английски: The Stepford Wives) е щатска научнофантастична черна комедия от 2004 г. на режисора Франк Оз, по сценарий на Пол Рудник, и участват Никол Кидман, Матю Бродерик, Бет Мидлър, Кристофър Уокън, Фейт Хил и Глен Клоуз. Базиран е на едноименния роман през 1972 г., написан от Айра Левин и втората пълнометражна адаптация на романа след едноименния филм от 1975 г. Филмът получава генерално негативни отзиви от критиците и е провал в боксофиса, който печели 103 млн. щ.д в световен мащаб при бюджет от 90 млн. щ.д.